# 爱德华·蒙克
爱德华·蒙克（Edvard Munch，挪威語發音：[ˈɛ̀dvɑɖ ˈmʊŋk] ⓘ；1863年12月12日—1944年1月23日），挪威畫家。其最著名作品《吶喊》為當代藝術標誌性圖像之一。
他的童年被疾病、喪親之痛以及對遺傳家族精神疾病的恐懼所籠罩。在克里斯蒂亞尼亞（今奥斯陆）皇家藝術與設計學院學習期間，蒙克在虚无主义者漢斯·耶格爾（Hans Jæger）的影響下開始過放蕩不羈的生活，耶格爾敦促他描繪自己的情感和心理狀態。由此產生了他獨特的風格。
旅行帶來了新的影響和出路。在巴黎，他從保羅·高更、文森特·梵高和亨利·德·土魯斯-羅特列克那裡學到了很多東西，尤其是他們對色彩的運用。在柏林，他結識了瑞典劇作家奥古斯特·斯特林堡（August Strindberg），創作了他的主要代表作《生命的楣》（英語：The Frieze of Life），描繪了一系列有關深度情緒的主題，如愛、焦慮、嫉妒和背叛等。
隨著名氣和財富的增長，他的情緒狀態仍然缺乏安全感。他短暫地考慮過結婚，但無法承諾。 1908 年的一次崩潰迫使他放棄了酗酒， 克里斯蒂亞尼亞的人群越來越接受他，他的作品也在當地的博物館中嶄露頭角。他的晚年是在平靜和私密的工作中度過的。儘管他的作品在納粹德國被禁，但其中大部分在二戰中倖存下來，為他留下了一筆遺產。

## 生平

### 童年
蒙克，1863年12月12日出生于瑞典和挪威聯合王國雷登（Løten）軍醫家庭，家中有5個孩子，他排行第二，在克里斯蒂安尼亚（现在的奥斯陆）长大。是画家雅各布·蒙克（Jacob Munch）和历史学家彼得·安德烈·蒙克（Peter Andreas Munch）的亲戚。蒙克的母亲劳拉（Laura Cathrine Bjølstad）在1868年死于肺结核，母亲過世后年幼的蒙克由父亲单独抚养。其父患有精神疾病，他向孩子们灌输了对地狱根深蒂固的恐惧觀念，他一再告诉孩子，如果他们在任何情况下以任何方式犯罪，就会注定被投入地狱，没有任何宽恕的机会。
父亲在蒙克青年期去世（1889年），另一个兄弟和蒙克最喜欢的姐姐苏菲在1877年也死了。蒙克的一个妹妹在小时候就被诊断出患有精神病，蒙克自己也是体弱多病。在五个兄弟姐妹中，只有兄弟安德烈结过婚，但婚后不过数月也過世了。眼見双亲和手足接二连三地死去，嚴重打擊了蒙克的精神與情緒，接踵而至的悲傷對其是深度的精神折磨。因此，死亡烙印在他年轻而敏感的心灵深处，这大概就是为什么蒙克的作品呈現压抑且悲观的原因。蒙克在晚年說道：「病魔、疯狂和死亡是围绕我摇篮的天使，且持續的伴随我一生。」

### 青年時期
1879年，蒙克为了成为工程师而进入工学院念书。然而身體的健康不斷出現問題，讓他中断了学业。1880年蒙克为了成为画家而离开工学院。隔年他考进了奥斯陆皇家艺术和设计学院，他的老师是雕刻家朱利厄斯·米德尔顿（Julius Middelthun），以及自然主义画家克里斯蒂安·克罗格（Christian Krohg）。
1885年蒙克前往巴黎，他的作品也展現了自法国画家處所受到的影响。一开始是印象派，接着是后期印象派，然后是新艺术造型。蒙克的绘画尽管风格上是以后期印象派為主，但在主题上却是象征派，其绘画内容在于刻画内心世界，而不是外在现实。
1892年蒙克应邀参加柏林艺术家联盟在11月份举行的画展，他的绘画也成了爭論的主題，為期一週的画展結束後，蒙克待在柏林，成為一个多國人士參與的社交圈其中一员，這個圈子裡有作家、艺术家和评论家，包括挪威剧作家亨利克·易卜生（蒙克为易卜生的几个剧本设计布景），以及瑞典戏剧家奧古斯特·斯特林堡。
1892年至1908年间，蒙克多數时间都在巴黎和柏林度过，他因铜版画、石版画和木版画的表現成就出名了。在世纪之交期间的柏林，蒙克开始用新的素材（照相、石版印刷和木版画），凭著记忆来复制他过去的作品。1908年秋，他的焦虑变得更為深刻，開始在丹尼爾·贾可布逊博士的诊所開始住院接受治疗。医院里施行的休克疗法改变了他的个性。
1909年，蒙克回到家鄉挪威，更多地表现出对大自然的兴趣，他的作品变得更富于色彩，减少了悲观的成分。在纳粹德國在1940年起佔領统治期间，蒙克的作品被贴上了「颓废艺术」的标签，从德国的各个美术馆被撤了下来。这对反纳粹主义的蒙克来说是很伤心的，因为他把德国看作第二祖国。

### 晚年

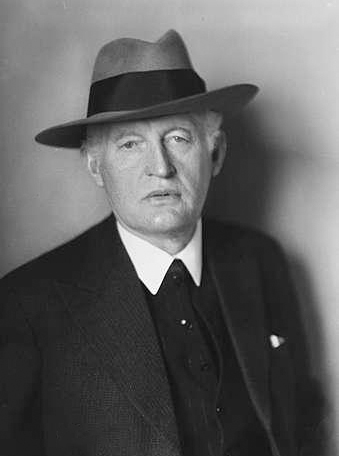
1933年

蒙克在过完80岁生日后一个月的1944年1月23日，于奥斯陆附近的艾可利（Ekely）与世长辞。他捐赠了1000幅油画、15400张版画，4500件素描和水彩画，还有6件雕刻作品給予奥斯陆當局。为了纪念蒙克，當局建造了「蒙克美术馆」（位于Tøyen）。蒙克美术馆是全世界收藏蒙克作品為數最多的美術館。
位于奥斯陆的国立艺术画廊，收藏了蒙克的一些油画作品。奥斯陆「大陆酒店」（Hotel Continental）里的「Dagligstuen」酒吧則藏有不少蒙克的版画精品。

## 画风
蒙克多以生命、死亡、恋爱、恐怖和寂寞等为题材，用对比强烈的线条、色块、简洁概括夸张的造型，抒发自己的感受和情绪；他的画风是德国和中欧的表现主义形成的前奏。
在蒙克的画家生涯中，他多次曾改变艺术风格。在1880年代，蒙克是自然派（比如《汉斯·耶格的肖像》）和半印象派（见《拉法耶特大街》）。1892年，蒙克树立了具個人特色的综合派原始画风（比如《忧郁》），在此色彩成为一种象征，亦是种具有承载功能的元素（比方说《呐喊》）。1890年代，蒙克倾向选择景深较浅的作画空间，他经常把画中的人物安置在前台。
蒙克一直想表现人物的内心的心理状态，出现在他画中的人物呈現了最能表现这种状态的姿势（见《灰烬》），这种安排讓蒙克的画带来一种好像人物、空气、记忆、动作和时间在一霎剎那間凝固的感觉，那也许正是人物内心活动达到顶峰的一瞬间。
蒙克所画的人物，犹如舞台剧的各个角色（就像《病室里的死亡》），很可能每种特定的姿势就代表一种特定情绪，类似于某种身体语言。由于蒙克所画的人物都承担着表现一种特定心理状态的使命（以《呐喊》为最有名），所以他创造的男人和女人不是现实的。蒙克坚称，印象派并不适合于自己的艺术。他对描写现实的任意一个断面也不感兴趣，他要描写的是那种充满了情绪内涵的，且具有巨大的传神力的状态。为了达到这个目的，蒙克殚精竭虑地构思，他的作品创造了紧张气氛。

## 代表作品

### 吶喊
《吶喊》（挪威语Skrik，也译作《尖叫》，作于1893年），是蒙克最著名的代表作，被认为是表現主义中表现人类苦闷的代表性作品，和其他作品的慣例一樣，他一共画了四个不同版本的《呐喊》。蒙克在世纪之交时期创作了交响乐式的《生命的饰带》（The Frieze of Life）系列，《呐喊》属于这个系列。这个系列涉及了生命、爱情、恐惧、死亡和忧郁等主题。
蒙克通过这些主题来表现他切身经历对生存和死亡的感受，比如《病中的孩子》（1886年，蒙克去世的姐姐苏菲的肖像画）、《病室里的死亡》（1893年）、《绝望》（1893-1894年）、《吸血鬼》（1893-1894年）、《焦躁》（1894年）、《灰烬》（1894年）、《生命之舞》（1900年），每幅画都强烈地传达画家的感觉和情绪，其描绘的对象的現實细节被简化，而情绪则被夸张，对象本身成为一种要表现的情绪的载体，虽然它们依然还是具象的。这些画具有永恒的震慑心灵的力量，在这一切的背后，觀賞者还可以看见「世纪末」的景象，那种迷途的欲望深渊和无法逃脱的死亡阴影的怪圈，生命的焦躁和无奈交织在一起。
蒙克作品的惊人表现，力量是来自于对艺术家内心世界不加掩饰的忠实表达，蒙克的画是用整个心灵创作的。在1889年26岁的蒙克就写道：「我们将不再画那些在室内读报的男人和织毛线的女人，我们应该画那些活着的人。他们呼吸、有感觉、遭受痛苦并且相爱。」

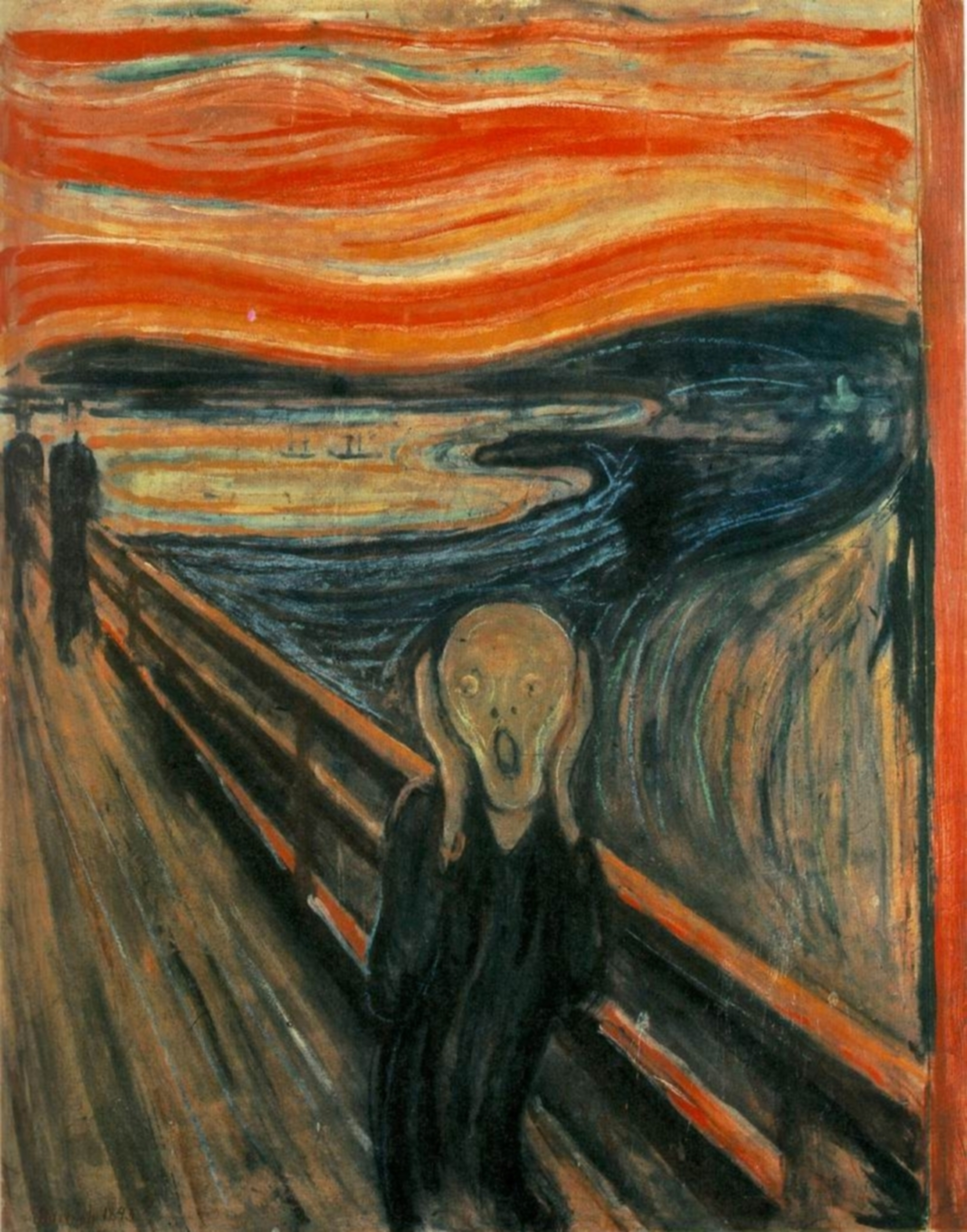
《吶喊》，1893年

### 生命的飾帶
1893年12月，蒙克在柏林著名的菩提樹下大街開畫展。和其它作品一起，蒙克出展了題為「愛的研究系列」，由六幅畫所組成。這是他此後命名為「生命的飾帶」組畫的起點。它包括深深地沉浸於大氣的主題：《風暴》、《月光》和《星夜》。其它主題有揭示愛的陰暗面的，比如《玫瑰與阿美莉》和《吸血鬼》。《病室裏的死亡》則以死亡為主題，基於蒙克對姐姐蘇菲之死的回憶。在這幅畫中，蒙克的全家都在，畫面的焦點聚集在蒙克的背影上。1894年，「生命的飾帶」加進了《焦躁》、《灰燼》、《聖母》（Madonna）和《女人三階段》作品集。在世紀之交之際，蒙克完成了他的「生命的飾帶」組畫系列。
蒙克的作品有不少，其中一部分反映了當時新藝術（art nouveau）的美學思潮。1898年，蒙克專為他的大型繪畫《新陳代謝》（最初名為《亞當和夏娃》）做了一個帶有浮雕裝飾的精緻的木製框架，這顯露了蒙克對「人類的墮落」神話的偏愛和他在戀愛方面的悲觀哲學。《空的十字架》和《受難之地》（Golgota）都作於1900年，既反映了當時的形而上學的傾向，又是蒙克幼年時代的虔誠心的反照。「生命的飾帶」的第一次完整展出是在1902年柏林分離派畫展上。